# 互動式語音應答
交互式语音应答（IVR，Interactive Voice Response）是一种基于电话的语音增值业务的统称。
电话用户拨打指定号码，就可根据语音操作提示收听或发送所需的信息以及参与聊天、交友等互动式服务。
一些商業機構（如銀行、信用卡中心、電訊商等）亦會透過互動語音系統 (Interactive Voice Response System, IVRS) 提供自動化電話查詢服務，客戶可撥打指定的電話號碼，進入系統，根據系統之指示，鍵入適當的選項或個人資料，以聽取預錄之信息，或經電腦系統根據預設的程式 (Call Flow) 組合數據，以語音方式讀出特定的資料（如戶口結餘、應付金額等），亦可通過系統輸入交易指示，以進行預設的交易（如轉賬、更改密碼、更改聯絡電話號碼等）。